# Censura en Chile

Portada de la revista Cauce, burlándose de la censura durante la dictadura militar (1973-1990) de Augusto Pinochet.

Los niveles de censura en Chile han variado considerablemente a través del tiempo. La libertad de prensa en Chile se inició con su Acta de Independencia en 1818, junto con las libertades de educación, de comercio y culto.
Desde la segunda mitad del siglo XX, el mayor período de censura en el país se vivió durante la dictadura militar de Augusto Pinochet. Sin embargo, desde el inicio de la transición a la democracia, la censura en los medios se ha mantenido en varias ocasiones hasta la actualidad.

## Historia

### Colonia
En las colonias americanas se establecieron sedes de la Inquisición, las cuales tuvieron a su cargo la fiscalización de la internación de libros por los puestos fronterizos y servicios aduaneros. Los comisarios allí apostados, funcionarios del tribunal, registraban las cargas y equipajes de los navíos que desembarcaban en busca de impresos. En su Historia del Tribunal del Santo Oficio de la Inquisición de Lima (1596-1820), José Toribio Medina da cuenta de varios procesos por lectura y tenencia de libros prohibidos ejecutados durante el siglo XVIII, los cuales, sin embargo, no terminaron con condenas importantes.
La censura recayó incluso sobre algunos libros de temática religiosa. Uno de ellos fue la obra del jesuita Pedro de Torres Excelencias de San José, varón divino, patriarca grande, publicada en 1716. La prohibición que afectó a los escritos de la orden jesuita se endureció luego de su expulsión de los territorios de la Monarquía. Un caso emblemático es el de Manuel Lacunza y su obra Venida del Mesías en gloria y majestad, la cual fue vetada por su afiliación a la doctrina milenarista, según juzgó la Inquisición. Junto con impedir la circulación de impresos de los hermanos de la Orden, también se fomentó la divulgación de otros que impugnaban su obra y los principios de su espiritualidad.
Algunas de las ideas que más circularon en Chile de forma clandestina —sobre todo desde mediados del siglo XVIII— fueron aquellas contenidas en el programa ilustrado. En sus viajes a Europa, un grupo de criollos tomaron contacto con este movimiento y regresaron a Chile trayendo consigo ejemplares de algunas de sus obras emblemáticas, como la Enciclopedia de Diderot, los escritos de Montesquieu, Rousseau, Voltaire, Linguet, Marmontel, Helvétius, Holbach y D'Alembert, además de una serie de tratados científicos, exponentes del saber experimental que florecía en el Viejo Mundo. El estallido de la Revolución Francesa provocó que las autoridades redoblaran la vigilancia aplicada a los libros, con el fin de evitar que el germen insurgente se desarrollara en la conciencia de los criollos. Con todo, el flujo de libros ingresados por contrabando nunca cesó y se volvió cada vez más recurrente en círculos intelectuales ávidos de nuevas ideas. Los mismos que, a la postre, se convertirían en protagonistas del movimiento independentista nacional.
Uno de los primeros condenados en Chile por la Inquisición fue el español Alonso de Escobar, denunciado por «palabra escandalosa y mal sonante contra nuestra religión cristiana y una de las opiniones de Martín Lutero y sus secuaces, y porque conviene saber la verdad y remediallo con justicia y castigar semejante herejía».

### SigloXIX
La Constitución de 1833 aseguró la libertad de publicación sin censura previa y el derecho de juicio ante cualquier condena de abuso de esta libertad, conforme a la ley. En 1846 se promulgó una ley sobre la libertad de imprenta, reaccionaria a los principios liberales establecidos en la Constitución de 1828; su función fue reglamentar el uso de la imprenta, sancionando las publicaciones que contuvieran información inmoral, sediciosa o injuriosa. Las medidas contra estos abusos a la libertad, fueron penas de presidio, destierro o multas monetarias. Tales condenas recaían directamente en el impresor, quien por ley solicitaba la autorización del Gobierno para establecer una imprenta, y debía responsabilizarse por todo escrito publicado. En la práctica, estas medidas cohibieron la proliferación de prensa opositora, la cual en esta época fue casi nula. Su existencia se redujo a la actividad de pequeños periódicos clandestinos de muy corta duración, que surgían generalmente en el contexto de alguna elección presidencial o parlamentaria.
A comienzos de la década de 1830, el debate público se encendió respecto al tipo de libros censurados. Al asumir como vicario de Santiago en 1830, Manuel Vicuña Larraín nombró a personas de su confianza como revisores de los libros que se importaban. Las críticas a las medidas por ellos adoptadas —como la prohibición del ingreso de la novela Delfina de Madame de Staël y del Tratado de gentes de Emerich de Vattel—, no tardaron en hacerse escuchar. Así lo demuestran las notas publicadas en El Correo Mercantil, e incluso en El Araucano —periódico oficialista de la época—, cuyo editor era Andrés Bello. Bajo la firma de «Unos amantes de la Ilustración», se denunciaron allí los continuos ataques a las ideas ilustradas por parte de la institucionalidad eclesiástica. El propio Andrés Bello, en el mismo número, reforzó estas críticas en su editorial, señalando que los libros censurados no merecían semejante sanción. Continuando con la discusión, en el siguiente número Bello reflexionó sobre la importancia de instruir al pueblo para que pudiera discernir por sí mismo la conveniencia de una lectura.
El debate continuó el 23 de noviembre en el mismo periódico, donde prevaleció la opinión de que solo debían prohibirse los libros que hubieran «aniquilado todos los principios de la moral», la religión y la decencia, no así los escritos científicos. Además se solicitó que los censores no fueran designados exclusivamente por la Iglesia, sino «hombres de verdadera ilustración» nombrados por el Gobierno. Esta demanda finalmente se acogió a fines de 1832, conformándose juntas de censura laicas.

### República presidencial
En el convulsionado ambiente del año 1925, con ocasión del golpe de Estado que provocó la renuncia del mandatario Arturo Alessandri Palma, se puso en vigencia un decreto ley que otorgaba facultades al Presidente para fiscalizar o censurar "en caso de guerra o conmoción interna", todos los medios de publicidad, servicios de transmisión de noticias y correspondencia privada. A partir de ese momento, las décadas del veinte y el treinta estuvieron marcadas por las continuas prohibiciones impuestas a diversos medios de comunicación opositores a los gobiernos de turno.
Una vez que el coronel Carlos Ibáñez del Campo (1877-1960) subió al poder en el año 1927, comenzó a llevarse a cabo una política de represión sostenida a los partidos y organizaciones políticas y sindicales que mostraran una postura crítica al gobierno. Según Gonzalo Vial en su Historia de Chile, el régimen ibañista se sostuvo en el sometimiento de la prensa, el congreso y los partidos y en la aplicación de censura sobre correspondencia, cine, radioemisoras, teléfonos y reuniones gremiales. Una de las pocas declaraciones públicas al respecto señalaba que la prensa debía fiscalizar «con elevación y altura de miras los actos del Gobierno» y «no aprovechar esta libertad para hacer propaganda revolucionaria desquiciadora». Con ese argumento y bajo un estilo claramente autoritario, se procedió al cierre de toda la prensa considerada por el Gobierno como revolucionaria. Asimismo, se procedió al cierre de órganos de difusión de sindicatos y federaciones de trabajadores, que componían una de las fuerzas periodísticas más populares de la época: los periódicos obreros. Uno de los casos más polémicos fue la clausura del diario Justicia, periódico oficial de la Federación Obrera de Chile (FOCH).
Aquellos periódicos que no fueron cerrados, quedaron sometidos a una vigilancia permanente. Para ello se estableció que toda casa editorial debía contar con una autorización oficial para la publicación de sus revistas y periódicos. Más aún, se designó un censor que revisara y aprobara la información emanada de los nuevos periódicos más importantes del periodismo moderno (1900-1920). El diario El Mercurio, de reconocida inclinación hacia el ibañismo, no experimentó mayor sobresalto en este período; distinta suerte corrieron La Nación, diario que fue expropiado en 1929 y su dueño, Eliodoro Yáñez, obligado a salir del país, y El Diario Ilustrado, que fue intervenido.
Durante el gobierno de Salvador Allende fueron suspendidas las transmisiones de 155 radioemisoras privadas tras la declaración del estado de excepción en el marco del paro de octubre de 1972.

### Dictadura militar

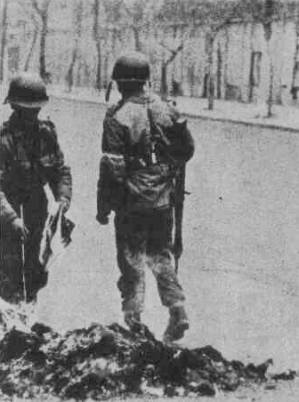
Quema de libros en Chile durante los primeros días de la dictadura militar.

A partir del golpe de Estado de 1973, que dio comienzo a la dictadura militar de Augusto Pinochet, la nueva Junta Militar de Gobierno comenzó un proceso sistemático de censura de cualquier obra y pensamiento de corte izquierdista. Se inició una persecución política de los opositores del nuevo régimen y una represión militar. Durante este período se produjeron numerosas violaciones de los derechos humanos, las cuales se extendieron hasta 1990.
Apenas comenzada la dictadura, se inició un proceso de destrucción sistemático de distintas obras artísticas y sociales creadas durante el gobierno de la Unidad Popular. Los militares iniciaron una quema masiva de libros de bibliotecas públicas y privadas, cuyos contenidos en varias ocasiones no estaban relacionados con política. Se inició una fuerte censura en la literatura que desató un decaimiento en el mercado editorial. Varios creadores debieron optar por el tráfico clandestino de sus obras. Los medios de comunicación, universidades, periódicos, radios, televisión, fueron intervenidos; en el caso de Televisión Nacional de Chile, los militares ingresaron y destruyeron parte de su archivo fílmico. Los medios de comunicación, controlados por el gobierno, también ejercieron «autocensura» de contenidos; por ejemplo, la serie Holocausto fue adquirida por Televisión Nacional de Chile (TVN), sin embargo no fue emitida hasta el fin de la dictadura.

### Transición a la democracia

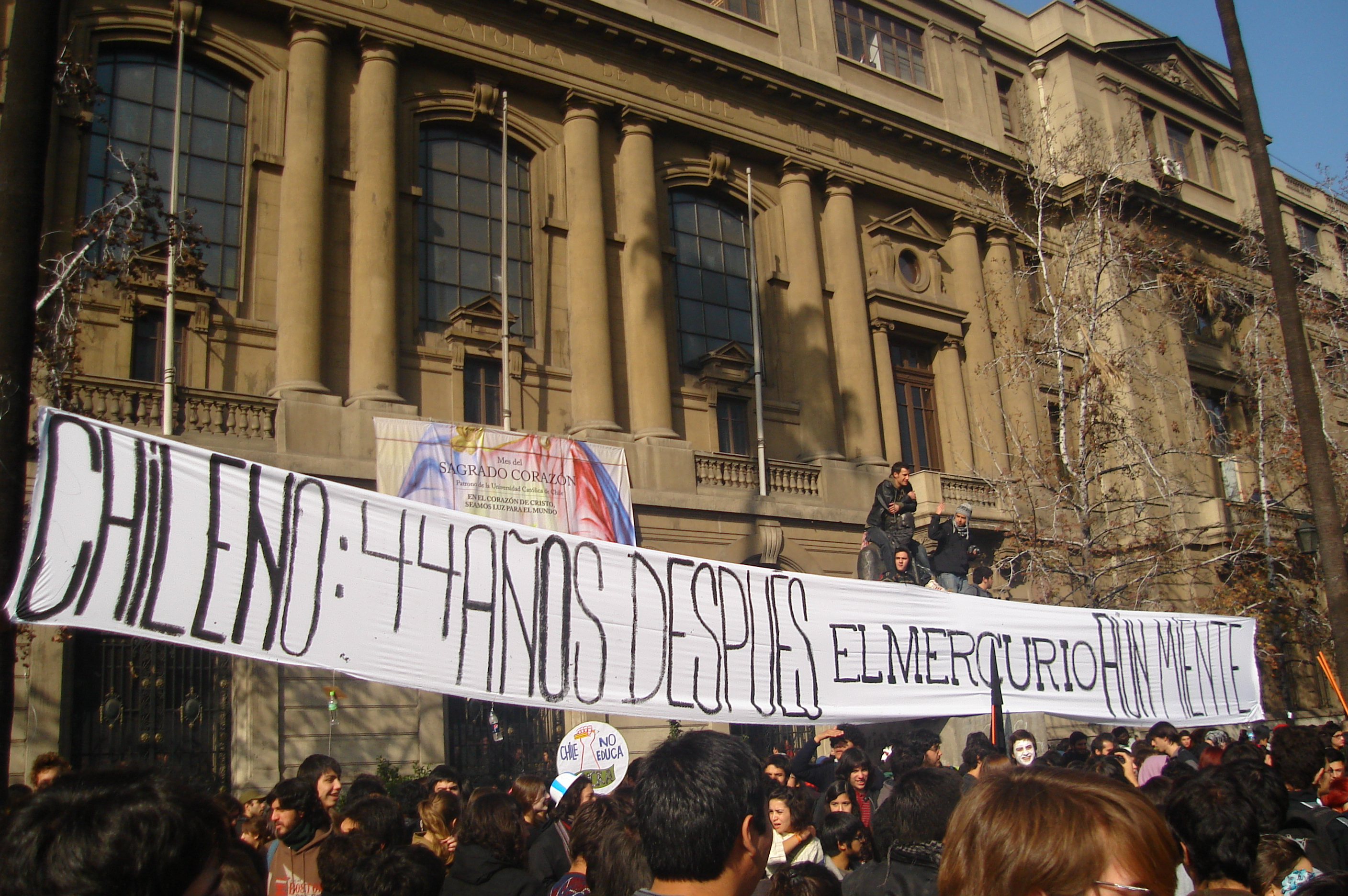
Manifestación con lienzo en contra del periódico El Mercurio, aludiendo a la frase «El Mercurio miente»

Durante la transición a la democracia ha existido censura establecida por el Poder Judicial. Como ejemplo está Impunidad diplomática, libro del periodista Francisco Martorell que aborda las escandalosas circunstancias que llevaron a la exoneración de Oscar Spinosa Melo, exembajador de la Argentina en Chile durante el gobierno de Carlos Menem. En Chile fue prohibido tras el acogimiento de un recurso de protección interpuesto por el empresario Andrónico Luksic Craig, aludido en el libro.
En 1993, los ejemplares del libro Ética y servicios de inteligencia de Humberto Palamara, al igual que los originales del texto, fueron incautados por orden del Juzgado Naval de Magallanes, con tal de mantener la confidencialidad del mismo. Palamara era un oficial retirado de la Armada de Chile, y su libro buscaba establecer estándares para el adecuado funcionamiento de los organismos de inteligencia. La publicación del libro fue prohibida por la Armada al considerar que atentaba contra la seguridad y defensa nacional, iniciando además un procedimiento penal en contra del autor que finalizó con su condena por el delito de desacato, decisión que fue confirmada por la Corte Suprema. Palamara presentó una denuncia en la Comisión Interamericana de Derechos Humanos contra el Estado de Chile, lo que derivó en una demanda ante la Corte Interamericana de Derechos Humanos. La Corte, a través de una sentencia dictada en 2005, concluyó que el país había violado una serie de derechos fundamentales del denunciante, entre ellos la libertad de expresión.
Otro libro censurado ha sido El libro negro de la justicia chilena (1999), de la autora Alejandra Matus, en el que aborda la historia y malas prácticas del Poder Judicial de su país. El libro fue confiscado a un día de su lanzamiento, y su autora acusada por el ministro de la Corte Suprema, Servando Jordán, del delito de "desacato", tipificado en ese entonces en el artículo 6-B de la Ley de Seguridad del Estado. Por ello, Matus decidió exiliarse en Estados Unidos, donde recibió asilo político. Este caso fue el antecedente para que el artículo del desacato fuese derogado con la Ley de Prensa, firmada el 25 de mayo de 2001, tras lo cual Alejandra Matus regresó a Chile. A pesar de la dictación de la ley, la prohibición del libro continuó hasta octubre de 2001, cuando la Corte de Apelaciones levantó la restricción de su circulación.

#### Segundo gobierno de Sebastián Piñera
Durante el segundo gobierno de Sebastián Piñera se realizaron múltiples denuncias de censura. El 23 de febrero de 2019, después del cierre de Editorial Televisa Chile, la retirada periodista Verónica López Helfmann declaró en una entrevista al diario El Mercurio que «cerrar medios es una censura encubierta de prensa». El 19 de marzo de 2019, el pintor chileno Rodrigo Vicencio denunció la censura de su pintura «El Nacimiento de una nación», en que se mostraba al presidente Sebastián Piñera usando bikini, por parte del centro cultural Gabriela Mistral de Villa Alemana. El director del centro cultural, Marco Muñoz, dijo que se decidió retirar la obra para, según su opinión, evitar ofender a los presentes durante la conmemoración del Día Internacional de la Mujer. El retiro de la obra no le fue comunicado al artista.

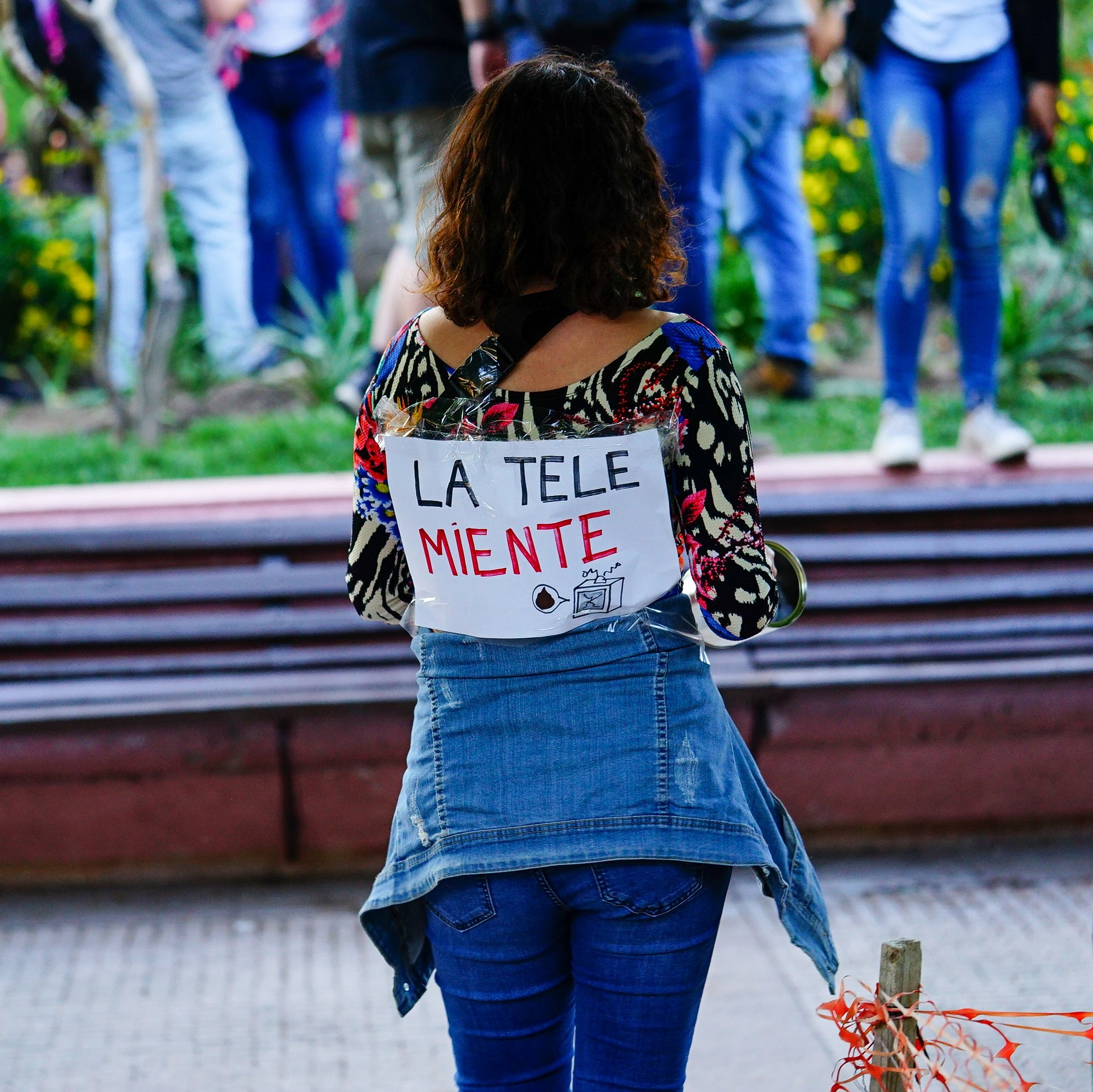
«La tele miente», texto aludiendo a la frase «El Mercurio miente», durante una manifestación en el contexto del estallido social de 2019.

Pese a todo lo anterior, los casos de denuncia por censura aumentaron drásticamente a partir de octubre de 2019, luego del estallido social de Chile. El 25 de octubre, la Federación de Trabajadores de Televisión (FETRA TV) denunció que el gobierno se reunió con los principales directivos de los canales de televisión con el objetivo de coordinar las líneas editoriales de dichos medios de prensa. El presidente de FETRA TV denunció que la situación correspondía a «censura encubierta», afectando la autonomía y objetividad de los medios y la libertad de prensa. El 30 de octubre fue presentada una denuncia por colusión ante la Fiscalía Nacional Económica debido a la reunión. En tanto, un sindicato de trabajadores del Grupo Copesa denunció que algunos periodistas del medio La Tercera fueron presionados por editores para publicar, el 28 de octubre, una noticia en que se involucraba a extranjeros (cubanos o venezolanos) en los incendios del metro y que luego fue declarada como falsa por el Ministerio Público. Empresas Sutil retiró el auspicio a un programa de CNN Chile, acusando al canal de tener una «parcialidad total respecto a la acción de la fuerza pública y las Fuerzas Armadas o cualquier persona que discrepa respecto [de las protestas]», lo cual fue denunciado por el Colegio de Periodistas como un «intento de coartar la libertad de expresión y de opinión».
El 21 de enero de 2020, la editorial Cal y Canto denunció que el Ministerio de Educación de Chile (Mineduc), a cargo de la ministra Marcela Cubillos, había censurado dos libros de texto para educación secundaria que se le habían encargado luego de ganar una licitación pública. Esta presunta censura se debía a la inclusión en el libro de una canción de Víctor Jara (cantautor chileno torturado y asesinado por militares durante la dictadura militar de Augusto Pinochet) y de un poema de Fernando Savater (filósofo e intelectual español). Diversas organizaciones y personas criticaron esta medida por parte del Mineduc, incluyendo la Sociedad de Derecho de las Letras (SADEL).
En febrero del mismo año, el Centro Cultural Gabriela Mistral (GAM) y el Centro Arte Alameda denunciaron que sus fachadas fueron pintadas sin autorización, censurando las expresiones de arte urbano que había en sus muros en contra del gobierno de Piñera. Ambas fachadas fueron pintadas por personas con el rostro descubierto durante la madrugada, que se negaron a identificarse.

## Organismos reguladores

### Censura en la televisión
La regulación de contenidos en la televisión es llevada a cabo por el Consejo Nacional de Televisión (CNTV).

### Censura cinematográfica
El cine fue censurado desde sus inicios en Chile, partiendo a través de mecanismos de facto, antes de que existiese una regulación propia de la materia, con un control ejercido por municipalidades, el episcopado y agrupaciones civiles como la Liga de Damas Chilenas. La primera película censurada en Chile fue La baraja de la muerte de Salvador Giambastiani, realizada en 1916 y cuyo guion estaba basado en un caso judicial que a la fecha de estreno aún se encontraba en tramitación. Los parlamentarios chilenos desde 1921 comenzaron debates para aplicar la censura cinematográfica, iniciando su censura regulada en 1925. Aquel año, el presidente Arturo Alessandri Palma dictó el Decreto Ley N° 558, que creaba el Consejo de Censura Cinematográfica, organismo a cargo de autorizar la exhibición de películas dentro del territorio chileno. En el artículo 3 de dicho decreto se establecía la prohibición de internar y exhibir películas «contrarias a la moral, a las buenas costumbres y a la seguridad y tranquilidad del Estado». Los criterios utilizados por el Consejo fueron criticados, entre otros, por la revista Hoy, que señaló que el organismo aplicaba «una moral de tía solterona, anticientífica y caprichosa».
La regulación de la calificación y censura cinematográfica en Chile fue reestructurada en octubre de 1974, durante el primer año de la dictadura militar liderada por Augusto Pinochet, con la dictación del Decreto Ley N° 679 que creaba el Consejo de Calificación Cinematográfica. Era un organismo dependiente del Ministerio de Educación Püblica, encargado de «orientar la exhibición cinematográfica en el país y efectuar la calificación de las películas de acuerdo con las normas que en este decreto ley se establecen». En su artículo 9 el Decreto establecía los criterios con base en los cuales el Consejo debía rechazar las películas, que consisten en aquellas obras que «fomenten o propaguen doctrinas o ideas que validen la violencia como método de acción, tales como el marxismo, comunismo u otras similares como el nazismo, las que sean contrarias al orden público, la moral o las buenas costumbres, y las que induzcan a la comisión de acciones antisociales o delictuosas».
Entre 1970 y 1996 fueron censuradas cientos de películas en el país, con contenido sexual, político y religioso o de humor militar.
En 1996, luego de que la película La última tentación de Cristo (1988) de Martin Scorsese fuese revaluada por el Consejo de Calificación Cinematográfica, que permitió su exhibición en Chile, un grupo de abogados ligados a la asociación conservadora El Porvenir de Chile interpuso un recurso de protección ante la Corte de Apelaciones de Santiago, señalando que el estreno de dicha cinta vulneraba sus derechos y los del resto de las personas que profesaban la fe católica. El recurso fue acogido por la Corte de Apelaciones el 20 de enero de 1997, dejando sin efecto la resolución administrativa del Consejo de Calificación Cinematográfica, sentencia que fue posteriormente confirmada por la Corte Suprema.
Esta decisión llevó a otro grupo de abogados, representantes de la Asociación de Abogados por las Libertades Públicas, a interponer una denuncia ante la Comisión Interamericana de Derechos Humanos contra el Estado de Chile, lo que derivó en una demanda ante la Corte Interamericana de Derechos Humanos por los artículos 13 (libertad de pensamiento y de expresión) y 12 (libertad de conciencia y de religión) de la Convención Americana sobre Derechos Humanos. El caso, conocido como Olmedo Bustos y otros vs. Chile, fue finalmente acogido por la Corte, que a través de una sentencia dictada en 2001 determinó que Chile infringió el artículo 13 de la Convención y ordenó al Estado «modificar su ordenamiento jurídico interno, en un plazo razonable, con el fin de suprimir la censura previa para permitir la exhibición de la película».
Con tal de dar cumplimiento a lo establecido por la Corte, el 8 de agosto de 2001 se promulgó la Ley N° 19.742, una reforma constitucional que eliminaba la censura cinematográfica previa, creando en su lugar «un sistema de calificación para la exhibición de la producción cinematográfica». En tanto, el 9 de diciembre de 2002 se promulgó la Ley N° 19.846, que regulaba las nuevas funciones del Consejo de Calificación Cinematográfica y eliminaba su facultad para prohibir la exhibición de películas.

## Acusaciones de censura recientes
La investigación llamada «La caja negra del Indap», de la periodista Alejandra Matus fue censurada por su el diario La Nación, en el que se demuestra el desvío del 60 % de US$ 1000 millones gastados por el INDAP, desviados a empresas intermediarias vinculadas al Partido Demócrata Cristiano (PDC), socio en ese entonces de la coalición de gobierno. Debido a esta censura, gran parte de los periodistas del matutino renunciaron a modo de protesta. Finalmente, el medio decidió publicar el trabajo de Matus el martes 27 de mayo de 2003.
El documental El diario de Agustín, de Ignacio Agüero y Fernando Villagrán, sobre el rol de El Mercurio de Agustín Edwards Eastman durante el Golpe de Estado y la dictadura de Augusto Pinochet, fue censurado en el Museo de la Memoria y los Derechos Humanos y en la televisión chilena, tanto en ARTV como en Televisión Nacional de Chile.
Durante la grabación del documental Newen Mapuche ("La Fuerza de la Gente de la Tierra"), la documentalista chilena Elena Varela fue detenida el 7 de mayo de 2008 mientras realizaba la filmación del documental acusándola de robar dos bancos, permaneciendo debido a esto dos años y cinco meses en prisión. Pena a la que se sumó la aplicación de reclusión interna de un año y medio más de arresto domiciliario. Posteriormente fue absuelta de esos cargos.
En 2016, el gobierno decidió restringir la presencia de periodistas en los viajes que realice la presidenta Michelle Bachelet. Según Abraham Santibáñez, Premio Nacional de Periodismo 2015, la nueva normativa establecida por la Presidencia con los periodistas acreditados es «un error gravísimo y afecta la libertad de expresión».

## Neutralidad de la red
Chile fue el primer país en legislar acerca del principio de neutralidad de red, lo que controla las limitaciones en cuanto a acceso de contenidos o servicios.